# Cerithidea decollata
Cerithidea decollata je vrsta polža iz družine Potamididae, ki živi v gozdovih mangrov ob zahodnih obalah Indijskega oceana - v Tanzaniji, Keniji, in sosednjih državah, najpogosteje v bližini drevesa Avicennia marina. Vrsto prepoznamo po čokati, približno 3 cm dolgi hišici sivo-rjave barve s petimi zavoji in približno 20 rebrastimi zadebelitvami na vsakem ter z odlomljeno konico.

## Ekologija in vedenje
Prehranjuje se z organskimi ostanki (detritom) in morsko travo, ki jo prinese plima. Okolje, v katerem vrsta živi, je položen pas bibavice; morje po navadi dvakrat dnevno poplavi predel obale, kjer rastejo drevesa A. marina. Pri tem so velike razlike v trajanju poplavljenosti ter višino vode med visoko in nizko plimo na isti dan, med letnimi časi in med kraji z različno nadmorsko višino. Ko se voda umakne, se odrasli osebki prehranjujejo na tleh, uro do dve pred plimo pa splezajo na debla in v gručah, ki štejejo nekaj deset osebkov, mirujejo dokler voda spet ne upade. Verjetno gre za odziv na neugodne fiziološke vplive potopljenosti ali beg pred vodnimi plenilci - podobno ali obratno strategijo imajo tudi druge sorodne vrste.
Nenavadno pri tej vrsti je, da je bibavica v tem okolju nepredvidljiva - plimi na isti dan imata drugačno višino, ko Luna ni v mlaju ali ščipu pa včasih ena ali obe sploh nista dovolj visoki da bi dosegli del obalnega pasu, kjer živijo polži. Le-ti pričnejo plezati na drevesa uro ali dve preden voda poplavi tla kjer se nahajajo, ko je rob morja še nekaj deset do nekaj sto metrov stran, in se ustavijo tako, da kasneje seže voda vsaj dvajset centimetrov pod gručo. Če je plima prenizka in ne bo dosegla njihovega dela obale, pa sploh ne pričnejo plezati in lahko ostanejo na tleh tudi po več dni (posebej osebki, ki živijo bolj v notranjosti, kjer je obala višja).
S poskusi so biologi zaenkrat ugotovili, da polži »izmerijo«, kako visoko so splezali, s pomočjo porabljene energije; obteženi polži pred plimo splezajo niže, više pa, če jim drevesno deblo nadomestijo z gladko podlago (plastično cevjo) ali jim dvignejo začetni položaj. Popolna neznanka pa je, kako lahko vedo vnaprej, kako visoko morajo splezati. Razlika v telesni teži, ki jo povzroči nihanje gravitacije, odgovorno za bibavico, je verjetno premajhna, da bi jo lahko zaznali. Malo verjetno je tudi, da usklajujejo svojo aktivnost s kemičnimi signali, saj so ti preveč nezanesljivi zaradi naključnega vpliva vetra in dežja, infrazvok v okolju pa se prav tako spreminja z vremenskimi razmerami in verjetno ni zanesljiv signal bližine vode. Vsaka plima je sicer podobna predprejšnji, vendar je - statistično gledano - usklajenost migracije polžev s prihodnjo plimo boljša kot usklajenost s predprejšnjo. »Zmedli« so jih lahko tudi tako, da so osebke prenesli na nižji ali višji del obale; v tem primeru so polži plezali enako kot bi na svoji prvotni lokaciji še nekaj dni ali dokler jih prvič ni zalila plima, potem pa se je njihov mehanizem »ponastavil« in so spet zanesljivo predvideli višino plime. Ker je signal iz okolja, po katerem se pri plezanju ravnajo polži, zaenkrat še skrivnost, raziskovalci v šali pravijo, da napovedujejo prihodnost.